# الكأس الأفروآسيوية للأندية 1989
النسخة الرابعة من الأفروآسيوية وفاز بها وفاق سطيف الجزائري فاز على نادي السد القطري.

## الفرق
وفاق سطيف الفائز بدوري أبطال أفريقيا
نادي السد الفائز بدوري أبطال آسيا

## المباريات

### الذهاب
| وفاق سطيف | 3 – 1 | السد |
| --------- | ----- | ---- |
|           |       |      |

### الإياب
| السد | 0 – 2 | وفاق سطيف |
| ---- | ----- | --------- |
|      |       |           |

## الفائز بالبطولة
(اللقب الأول)